# Andoca
Andoca (en francès Andouque) és un municipi francès situat al departament del Tarn i a la regió d'Occitània.

## Demografia
| 1851                                       | 1962 | 1968 | 1975 | 1982 | 1990 | 1999 | 2006 | 2017 |
| ------------------------------------------ | ---- | ---- | ---- | ---- | ---- | ---- | ---- | ---- |
| 1655                                       | 577  | 549  | 477  | 427  | 403  | 370  | 384  | 406  |
| Des de 1962: població sense dobles comptes |      |      |      |      |      |      |      |      |

## Administració
| Període   | Identitat      | Partit |
| --------- | -------------- | ------ |
| 2001-2008 | Jean Tarroux   |        |
| 2008-2020 | Gérard Raymond |        |
| 2020-     | Didier Vigroux |        |